# 2020-as labdarúgó-Európa-bajnokság (selejtező – E csoport)
A 2020-as labdarúgó-Európa-bajnokság selejtezőjének E csoportjának mérkőzéseit tartalmazó lapja.
A csoportban öt válogatott, Horvátország, Wales, Szlovákia, Magyarország és Azerbajdzsán szerepelt. Az első két helyezett Horvátország és Wales kijutott az Európa-bajnokságra. Szlovákia és Magyarország a Nemzetek Ligájában elért eredménye alapján pótselejtezőre került.

## Tabella
| Hely. | Csapat       | M | Gy | D | V | G+ | G– | Gk  | P  | Továbbjutás                                     |  | CRO | WAL | SVK | HUN | AZE |
| ----- | ------------ | - | -- | - | - | -- | -- | --- | -- | ----------------------------------------------- |  | --- | --- | --- | --- | --- |
| 1.    | Horvátország | 8 | 5  | 2 | 1 | 17 | 7  | +10 | 17 | Kijutott a 2020-as labdarúgó-Európa-bajnokságra |  | —   | 2–1 | 3–1 | 3–0 | 2–1 |
| 2.    | Wales        | 8 | 4  | 2 | 2 | 10 | 6  | +4  | 14 | Kijutott a 2020-as labdarúgó-Európa-bajnokságra |  | 1–1 | —   | 1–0 | 2–0 | 2–1 |
| 3.    | Szlovákia    | 8 | 4  | 1 | 3 | 13 | 11 | +2  | 13 | Pótselejtezőre került                           |  | 0–4 | 1–1 | —   | 2–0 | 2–0 |
| 4.    | Magyarország | 8 | 4  | 0 | 4 | 8  | 11 | −3  | 12 | Pótselejtezőre került                           |  | 2–1 | 1–0 | 1–2 | —   | 1–0 |
| 5.    | Azerbajdzsán | 8 | 0  | 1 | 7 | 5  | 18 | −13 | 1  |                                                 |  | 1–1 | 0–2 | 1–5 | 1–3 | —   |

## Mérkőzések
A csoportok sorsolását 2018. december 2-án tartották Dublinban. A menetrendet az UEFA még ugyanazon a napon közzétette. Az időpontok közép-európai idő szerint, zárójelben helyi idő szerint értendők.
| 2019. március 21. 20:45 |

| Horvátország             | 2–1               | Azerbajdzsán  |
| ------------------------ | ----------------- | ------------- |
| Barišić 44' Kramarić 79' | (1–1) Jegyzőkönyv | Sheydayev 19' |

| Stadion Maksimir, Zágráb Játékvezető: Georgi Kabakov (bolgár) |

| 2019. március 21. 20:45 |

| Szlovákia           | 2–0                         | Magyarország |
| ------------------- | --------------------------- | ------------ |
| Duda 42' Rusnák 85' | (1–0) Jegyzőkönyv Részletek |              |

| Anton Malatinský Stadium, Nagyszombat Játékvezető: Vladislav Bezborodov (orosz) |

| 2019. március 24. 15:00 (14:00 UTC±0) |

| Wales    | 1–0               | Szlovákia |
| -------- | ----------------- | --------- |
| James 5' | (1–0) Jegyzőkönyv |           |

| Cardiff City Stadion, Cardiff Játékvezető: Felix Zwayer (német) |

| 2019. március 24. 18:00 |

| Magyarország          | 2–1                         | Horvátország |
| --------------------- | --------------------------- | ------------ |
| Szalai 34' Pátkai 76' | (1–1) Jegyzőkönyv Részletek | Rebić 13'    |

| Groupama Aréna, Budapest Játékvezető: William Collum (skót) |

| 2019. június 8. 15:00 |

| Horvátország                        | 2–1               | Wales      |
| ----------------------------------- | ----------------- | ---------- |
| J. Lawrence 17' (öngól) Perišić 48' | (1–0) Jegyzőkönyv | Brooks 77' |

| Stadion Gradski vrt, Eszék Játékvezető: Kovács István (román) |

| 2019. június 8. 18:00 (20:00 UTC+4) |

| Azerbajdzsán | 1–3                         | Magyarország             |
| ------------ | --------------------------- | ------------------------ |
| Emreli 69'   | (0–1) Jegyzőkönyv Részletek | Orban 18' 53' Holman 71' |

| Bakcell Arena, Baku Játékvezető: Kevin Blom (holland) |

| 2019. június 11. 18:00 (20:00 UTC+4) |

| Azerbajdzsán  | 1–5               | Szlovákia                                      |
| ------------- | ----------------- | ---------------------------------------------- |
| Sheydayev 29' | (1–3) Jegyzőkönyv | Lobotka 8' Kucka 27' Hamšík 30' 57' Hancko 85' |

| Bakcell Arena, Baku Játékvezető: John Beaton (skót) |

| 2019. június 11. 20:45 |

| Magyarország | 1–0                         | Wales |
| ------------ | --------------------------- | ----- |
| Pátkai 80'   | (0–0) Jegyzőkönyv Részletek |       |

| Groupama Aréna, Budapest Játékvezető: Matej Jug (szlovén) |

| 2019. szeptember 6. 20:45 |

| Szlovákia | 0–4               | Horvátország                                   |
| --------- | ----------------- | ---------------------------------------------- |
|           | (0–1) Jegyzőkönyv | Vlašić 45' Perišić 47' Petković 72' Lovren 89' |

| Anton Malatinský Stadium, Nagyszombat Játékvezető: Felix Brych (német) |

| 2019. szeptember 6. 20:45 (19:45 UTC+1) |

| Wales                         | 2–1               | Azerbajdzsán |
| ----------------------------- | ----------------- | ------------ |
| Pashayev 26' (öngól) Bale 84' | (1–0) Jegyzőkönyv | Emreli 59'   |

| Cardiff City Stadion, Cardiff Játékvezető: Trustin Farrugia Cann (máltai) |

| 2019. szeptember 9. 18:00 (20:00 UTC+4) |

| Azerbajdzsán   | 1–1               | Horvátország          |
| -------------- | ----------------- | --------------------- |
| Khalilzade 72' | (0–1) Jegyzőkönyv | Modrić 11' (11-esből) |

| Bakcell Arena, Baku Játékvezető: Sandro Schärer (svájci) |

| 2019. szeptember 9. 20:45 |

| Magyarország   | 1–2               | Szlovákia           |
| -------------- | ----------------- | ------------------- |
| Szoboszlai 50' | (0–1) Jegyzőkönyv | Mak 40' Boženík 56' |

| Groupama Aréna, Budapest Játékvezető: Antonio Mateu Lahoz (spanyol) |

| 2019. október 10. 20:45 |

| Horvátország               | 3–0               | Magyarország |
| -------------------------- | ----------------- | ------------ |
| Modrić 5' Petković 24' 42' | (3–0) Jegyzőkönyv |              |

| Stadion Poljud, Split Játékvezető: Daniele Orsato (olasz) |

| 2019. október 10. 20:45 |

| Szlovákia | 1–1               | Wales     |
| --------- | ----------------- | --------- |
| Kucka 53' | (0–1) Jegyzőkönyv | Moore 25' |

| Anton Malatinský Stadium, Nagyszombat Játékvezető: Carlos del Cerro Grande (spanyol) |

| 2019. október 13. 18:00 |

| Magyarország | 1–0               | Azerbajdzsán |
| ------------ | ----------------- | ------------ |
| Korhut 10'   | (1–0) Jegyzőkönyv |              |

| Groupama Aréna, Budapest Játékvezető: Dennis Higler (holland) |

| 2019. október 13. 20:45 (19:45 UTC+1) |

| Wales      | 1–1               | Horvátország |
| ---------- | ----------------- | ------------ |
| Bale 45+3' | (1–1) Jegyzőkönyv | Vlašić 9'    |

| Cardiff City Stadion, Cardiff Játékvezető: Björn Kuipers (holland) |

| 2019. november 16. 18:00 (21:00 UTC+4) |

| Azerbajdzsán | 0–2               | Wales                |
| ------------ | ----------------- | -------------------- |
|              | (0–2) Jegyzőkönyv | Moore 10' Wilson 34' |

| Bakcell Arena, Baku Játékvezető: Deniz Aytekin (német) |

| 2019. november 16. 20:45 |

| Horvátország                        | 3–1               | Szlovákia   |
| ----------------------------------- | ----------------- | ----------- |
| Vlašić 56' Petković 60' Perišić 74' | (0–1) Jegyzőkönyv | Boženík 32' |

| Stadion Rujevica, Fiume Játékvezető: Clément Turpin (francia) |

| 2019. november 19. 20:45 |

| Szlovákia              | 2–0               | Azerbajdzsán |
| ---------------------- | ----------------- | ------------ |
| Boženík 19' Hamšík 86' | (1–0) Jegyzőkönyv |              |

| Anton Malatinský Stadium, Nagyszombat Játékvezető: Serhiy Boyko (ukrán) |

| 2019. november 19. 20:45 (19:45 UTC±0) |

| Wales          | 2–0               | Magyarország |
| -------------- | ----------------- | ------------ |
| Ramsey 15' 47' | (1–0) Jegyzőkönyv |              |

| Cardiff City Stadion, Cardiff Játékvezető: Ovidiu Hațegan (román) |